# 펑린진

펑린 진의 위치

펑린진(한국어: 봉림진, 중국어: 鳳林鎮, 병음: Fènglín Zhèn)은 중화민국 화롄 현의 진이다. 넓이는 120.5181km2이고, 인구는 2015년 8월 기준으로 11,124명이다.

## 지리
펑린 진은 화롄 현 중앙부에 위치하고, 북쪽은 서우펑 향과 동쪽은 서우펑 향 및 펑빈 향과 서쪽은 완룽 향과 남쪽은 광푸 향과 각각 접하고 있다.

## 역사
펑린 진은 개발이 시작된 당초에는 마리물(馬里勿)로 불렸다. 이것은 아미어에 유래하는 '돈대'를 의미하는 말이다. 펑린의 유래는 펑린이 개발되기 전에는 삼림 지대가 펼쳐져, 거목에 목련이 피는 풍경이 봉황이 날개를 펼치는 모습처럼 보이는 것에서 봉림(鳳林)이 되었다. 또 이외에 청대에 대동직례주 봉향(奉鄉)에 속했고 봉(奉)과 봉(鳳)이 동음이고, 또 남쪽으로 봉신촌(鳳信村), 북쪽으로 임영촌(林榮村)이 있던 것에서, 중간에 위치한 이 지역을 봉림으로 부르게 되었다는 설도 있다.
펑린은 청대에는 대동직례주(台東直隸州)에 속했고 일본 통치 시대에는 호린 구(鳳林区), 호린 군(鳳林郡), 호린 장(鳳林庄), 호린 가(鳳林街)로 명칭의 개편이 계속되었다. 1946년에 펑린 진으로 개편되어 현재에 이르고 있다.

## 교통
- 타이완 철로관리국 화둥 선
- 국도 3호선